# Roche de Roissel

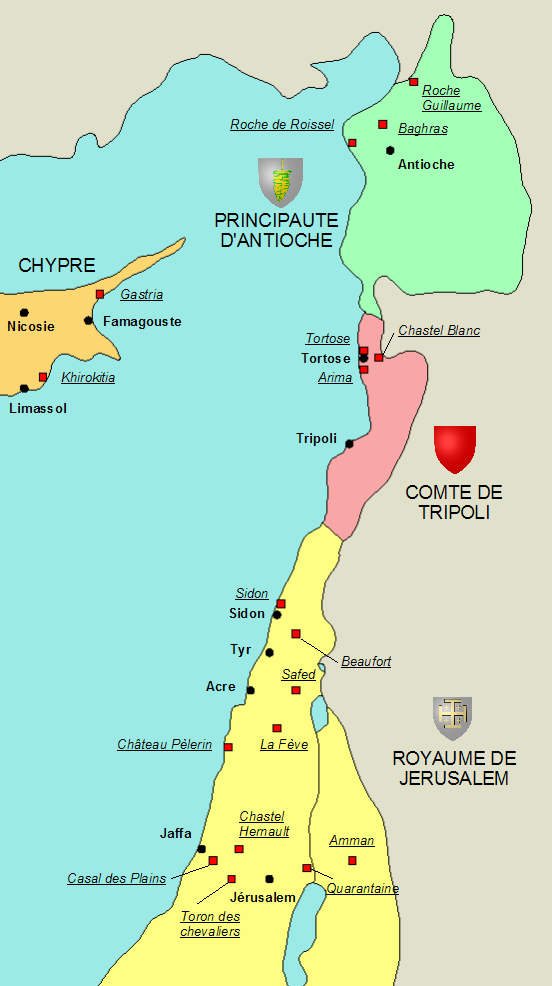
Carte reprenant les principales villes et fortifications de la région pendant les Croisades.

Forteresse de l'Ordre du Temple située sur la marche de l'Amanus, Roche de Roissel est une des deux places fortes, avec Roche-Guillaume, que Saladin renonça à prendre en 1188 après la chute de Jérusalem en 1187.
Elle est définitivement reprise par les mamelouks du sultan Baybars en 1268.